# Abraxas infrafasciata
Abraxas infrafasciata là một loài bướm đêm trong họ Geometridae.